# 정욱 (조위)
정욱(程昱, 141년 ~ 220년)은 중국 후한 말기 ~ 조위 초기의 관료로, 자는 중덕(仲德)이며 연주 동군 동아현(東阿縣) 사람이다. 본명은 정립(程立)이었으나, 어릴 적에 해를 받드는 꿈을 꾸었다는 이야기를 조조가 듣고 일(日)자를 더해주어 후에 정욱(程昱)으로 개명하였다.

## 행적
관직은 위위에 올랐으며, 순욱(荀彧)의 천거로 조조를 따라 여러 차례 종군하여 좋은 계책을 많이 헌납하였다. 유비(劉備) 휘하에 있던 서서(徐庶)를 꿰어내기 위해 거짓 편지를 쓰기도 했다.
연주를 빼앗겨 의기소침해진 조조를 격려해 창정 싸움에서 '십면 매복의 계'를 사용하여 원소(袁紹)를 쳐부수는 등 순욱과 같이 조조를 보좌했다. 권모술수에 능했고, 사태를 꿰뚫어 보는 안목이 뛰어난 인물이었다. 8척(1척=약 23 cm)이상의 장신이고, 수염이 아름다웠다고 한다.

## 생애
초평 연간(190년~193년)에 연주자사 유대(劉岱)가 그를 초빙하였지만 계책을 알려주었을 뿐 이에 응하지는 않다가, 유대 사후 조조가 연주를 다스리면서 그를 초빙하자 그를 섬기게 된다.
조조가 서주를 공격하던 때 순욱과 함께 견성을 지키고 있었는데, 연주에 모반의 기운이 퍼지면서 남아 있는 성 3곳을 지키는 역할을 맡게 된다. 이때 그는 여포(呂布)가 보낸 진궁(陳宮)의 공격을 차단하는 데 성공하면서 조조의 큰 신임을 얻게 된다. 예전에 그는 순욱에게 꿈 얘기를 한 적이 있는데, 종종 산에 올라 해를 받드는 꿈이었다. 이 당시 순욱이 이 얘기를 조조에게 전해주었고 조조는 그의 이름 '立'자에다 '日'자를 붙여줘 '昱'으로 개명하게 된다.
이후 연주의 기반이 흔들려 심약해진 조조는 원소에게 가족들을 볼모로 바치며 밑으로 들어가려고 했으나, 정욱이 이를 다그쳐 거절시키고 조조를 분발하게 만들었다. 조조에게 귀순한 유비를 미리 처치해 두라고 조언하기도 하는 등 안목있는 계책을 내놓는데, 나중에 조조가 유비에게 서주의 원술을 공격하게 하면서 병사를 빌려준 데 대해 배반할 것이라고 곽가(郭嘉)와 함께 진언했고 이 또한 맞아떨어졌다.
그는 지략 못지않게 담력도 뛰어났는데, 특히 원소가 대군을 끌고 남하할 때 정욱은 겨우 7백의 군사로 견성을 지키고 있었다. 조조가 이를 우려해 2천의 군사를 증원해 주려 했으나 정욱은 이를 거부했다. 원소가 견성의 병사가 극히 적은 것을 알면 원소로서도 별로 위험할 것이 없으므로 공격하지 않을 것이지만 수천의 병력이 있다면 후방을 공격당할 위험성이 있으므로 반드시 공격할 것이고, 그렇게 되면 절대로 원소를 이길 수 없기 때문에 오히려 증원하지 않는 것이 이롭다는 것이 정욱의 주장이었는데, 과연 원소는 견성의 병력이 적다는 것을 알면서도 굳이 공격하지 않았다.
관도 대전에서 승리한 조조는 이후 여양에서 원담(袁譚), 원상(袁尙)과 싸웠는데 이때 정욱은 도적들을 거두어 수천의 군사를 모았다. 이 공으로 정욱은 분무장군의 지위를 얻는 동시에 안국정후로 봉해졌다.
이후 유비가 오나라로 도망간다는 소식에 다들 손권(孫權)이 유비를 죽일 거라 생각했지만 그는 손권이 유비의 힘을 빌어 조조에게 대항하려 할 것임을 예측하였고 그대로 되었다.
세력이 어느 정도 자리 잡은 후, 조조는 그가 연주의 세 성을 지킨 일을 들며 그를 칭찬했다. 정욱은 축하연의 자리에서 '만족할 줄 알고, 욕되지 않았으니 물러나길 원한다'면서 병권을 내놓고 칩거에 들었다.
그 후 조조가 친히 마초(馬超)를 공격할 때 조비(曹丕)가 남아 지키면서 정욱을 군에 참여토록 했다. 하간에서 반란이 일어나 이를 토벌하는 도중 천 여명이 항복하였는데, 이를 처형하자는 자들이 많았다. 정욱은 이에 반대하였고, 조비는 그의 의견을 받아들였는데, 조조의 의향도 이와 같았다.
세설신어(世說新語)라는 책에는 조조가 식량이 부족했던 시기에 정욱이 자기 출신 현을 약탈하여 3일 분의 식량을 제공했는데 여기에 인육 말린 것을 섞었다고 해 조정에서 신망을 잃어 공의 지위에 오를 수 없었다고 한다.
정욱의 성격이 강직해서 다른 이들과의 교제가 많이 어긋났고 주변에서 그가 모반할 것이라는 소문이 나는 등 정사의 내용을 보면, 그의 출세가 못마땅한 이들에 의해 과거의 저 행적이 그의 공을 깎아내리는 데 쓰였을 것이라고 추측할 수도 있다.
아무튼 그럼에도 조조는 그를 무척 신임했고 그도 조조를 위해 계책을 아끼지 않았기에 위나라의 뛰어난 참모로 평가되고 있다.
조조 사후, 조비로부터 공(재상)으로 임명되자마자 80세의 나이로 사망한다.

## 같이 보기
- 삼국지 인물 목록